# イマージュ (小説)
『イマージュ』（仏: L'Image）は、カトリーヌ・ロブ＝グリエがジャン・ド・ベールの筆名で1956年に発表した小説。

## 概要
パリを舞台に、主人公ジャンと、写真家クレール、その「モデル」アンヌの3人によって展開される、倒錯と女性の性を描いた性愛文学。
下記の10章から構成されている。また、冒頭にはポーリーヌ・レアージュが序文を寄せている。
- X…家の夜のパーティ
- バガテル庭園の薔薇
- お茶と、その結果
- 偽りの行動
- 写真
- 贖罪の供物
- 試着
- 浴室にて
- ゴチック様式の部屋
- すべてがもとどおりになる

　（章題は榊原訳による）

## 作者「ジャン・ド・ベール」
この作品は、主人公の名前でもあるジャン・ド・ベール (Jean de Berg) という筆名で発表された。『O嬢の物語』の発表から間もなかったため、正体が誰であるか議論を呼んだ。評論家ジャン・ポーラン、『O嬢の物語』の作者レアージュ、その他フランス文壇の大物の名前が挙げられた。後に、発表後に小説家アラン・ロブ＝グリエと結婚した女優カトリーヌ・ロブ＝グリエの作であることが明かされた。

## 映画
1975年に、『イメージ』 (The Image)の題で映画化された。89分、監督はラドリー・メツガー。原作に沿った10章から構成される。

## 日本語訳
- 榊原晃三訳『肉体の映像』 講談社（初刊1967年）、のちハヤカワ文庫、および『イマージュ 甘美なる映像』河出文庫
- 行方未知訳『イマージュ』 牧神社（初刊1973年）、のち角川文庫、および富士見ロマン文庫
- 伊藤緋紗子訳『イマージュ』 ベストセラーズ（1999年）

なお行方訳は、牧神社を経営していた菅原孝雄が、後年の著書『本の透視図　その過去と未来』（国書刊行会、2012年）で、自身の訳者としてのペンネームだったことを明らかにした。後年に電子書籍版（KADOKAWA）が再刊された。
作者名の主な表記は「ジャン・ド・ベルグ」である。